# Habib Bouakeulstadion
Het Habib Bouakeulstadion (Arabisch:  ملعب الحبيب بوعقل) is een multifunctioneel stadion in Oran, een stad in Algerije. 
Vanaf de opening tot in 1948 heette het stadion Stade Alenda en tussen 1948 en 1962 heette dit stadion Stade Vincent Monréal. Toen Algerije in 1962 onafhankelijk werd, vernoemde met dit stadion naar Habib Bouakeul, een belangrijk persoon uit de Algerijnse Oorlog.
Het stadion wordt vooral gebruikt voor voetbalwedstrijden, de voetbalclub ASM Oran maakt gebruik van dit stadion. In het stadion is plaats voor tussen de 16.000 en 20.000 toeschouwers. Het bouwjaar van het stadion is 1927. Het stadion werd gerenoveerd in 1948. In 1962 vonden er wederom renovaties plaats. In het stadion ligt een kunstgrasveld.
Er werden een aantal internationale finales gespeeld in dit stadion. Zo werden er tussen 1930 en 1960 meerdere finale gespeeld om de Beker van Noord-Afrika, die een aantal keer gewonnen werd door een club uit Oran. In 1989 was er in dit stadion de halve finale om de Afrikaanse beker voor landskampioenen.